# 然托罗·萨特巴尔季耶夫
然托罗·若尔多舍维奇·萨特巴尔季耶夫（1956年1月6日-是一位吉尔吉斯斯坦政治人物，1956年生于苏联奧什，1979年取得首都伏龍芝理工學院的工程与建筑学学士学位。2012年9月到2014年3月担任吉尔吉斯斯坦总理。